# Galepsus capitatus
Galepsus capitatus är en bönsyrseart som beskrevs av Henri Saussure 1869. Galepsus capitatus ingår i släktet Galepsus och familjen Tarachodidae. Inga underarter finns listade i Catalogue of Life.